# Abiphis
Abiphis là một chi bọ cánh cứng thuộc họ Bổ củi.

## Loài
Các loài thuộc chi này gồm có:
- Abiphis candezei (Alluaud, 1896)
- Abiphis controversa Karsch
- Abiphis fairmairei (Fleutiaux, 1903)
- Abiphis insignis Klug, 1832
- Abiphis nobilis (Illiger, 1800)